# Temporada 1955 de Fórmula 1
La temporada 1955 de Fórmula 1 fue la sexta del Campeonato Mundial de Pilotos de la FIA. Se disputó entre el 16 de enero y el 11 de septiembre. El campeonato consistió en 7 carreras (de las 11 previstas), 6 de Fórmula 1 más Indianápolis 500, disputada bajo las reglas de la AAA. Juan Manuel Fangio obtuvo su segundo campeonato consecutivo y el tercero de su carrera.

## Resumen de la temporada
Se adjudicaron puntos a los cinco primeros lugares (8, 6, 4, 3, 2). Un punto por la vuelta más rápida. Para la cuenta final del campeonato sólo se contaron los cinco mejores resultados de siete posibles. Los puntos obtenidos por pilotos que compartieron vehículo eran adjudicados por partes iguales entre los pilotos, sin importar el número de vueltas en las que hubieran participado.
El campeonato debió extenderse hasta las 11 carreras, ante el retorno de Mónaco y Holanda. Sin embargo, los grandes premios de Francia, Alemania, España y Suiza se suspendieron tras el desastre de Le Mans, en que murieron el piloto Pierre Levegh y 82 espectadores. El Gran Premio de Suiza se dejó de disputar al imponerse una prohibición total de carreras en circuitos, en tanto que el Gran Premio de España regresó recién luego de la construcción del Circuito del Jarama y la recuperación del Circuito de Montjuïc

## Escuderías y pilotos
| Escudería                 | Chasis         | Chasis      | Motor                                 | Neu. | Pilotos                | Rondas    |
| ------------------------- | -------------- | ----------- | ------------------------------------- | ---- | ---------------------- | --------- |
| Scuderia Ferrari          | Ferrari        | 625 555 D50 | Ferrari 555 2.5 L4 Lancia DS50 2.5 V8 | E    | Giuseppe Farina        | 1-2, 4, 7 |
| Scuderia Ferrari          | Ferrari        | 625 555 D50 | Ferrari 555 2.5 L4 Lancia DS50 2.5 V8 | E    | Umberto Maglioli       | 1, 7      |
| Scuderia Ferrari          | Ferrari        | 625 555 D50 | Ferrari 555 2.5 L4 Lancia DS50 2.5 V8 | E    | José Froilán González  | 1         |
| Scuderia Ferrari          | Ferrari        | 625 555 D50 | Ferrari 555 2.5 L4 Lancia DS50 2.5 V8 | E    | Maurice Trintignant    | 1-2, 4-7  |
| Scuderia Ferrari          | Ferrari        | 625 555 D50 | Ferrari 555 2.5 L4 Lancia DS50 2.5 V8 | E    | Harry Schell           | 2         |
| Scuderia Ferrari          | Ferrari        | 625 555 D50 | Ferrari 555 2.5 L4 Lancia DS50 2.5 V8 | E    | Piero Taruffi          | 2         |
| Scuderia Ferrari          | Ferrari        | 625 555 D50 | Ferrari 555 2.5 L4 Lancia DS50 2.5 V8 | E    | Paul Frère             | 2, 4      |
| Scuderia Ferrari          | Ferrari        | 625 555 D50 | Ferrari 555 2.5 L4 Lancia DS50 2.5 V8 | E    | Mike Hawthorn          | 5-7       |
| Scuderia Ferrari          | Ferrari        | 625 555 D50 | Ferrari 555 2.5 L4 Lancia DS50 2.5 V8 | E    | Eugenio Castellotti    | 5-7       |
| Scuderia Ferrari          | Ferrari        | 625 555 D50 | Ferrari 555 2.5 L4 Lancia DS50 2.5 V8 | E    | Luigi Villoresi        | 7         |
| Officine Alfieri Maserati | Maserati       | 250F        | Maserati 250F1 2.5 L6                 | P    | Jean Behra             | 1-2, 4-7  |
| Officine Alfieri Maserati | Maserati       | 250F        | Maserati 250F1 2.5 L6                 | P    | Roberto Mieres         | 1-2, 4-7  |
| Officine Alfieri Maserati | Maserati       | 250F        | Maserati 250F1 2.5 L6                 | P    | Sergio Mantovani       | 1         |
| Officine Alfieri Maserati | Maserati       | 250F        | Maserati 250F1 2.5 L6                 | P    | Luigi Musso            | 1-2, 4-7  |
| Officine Alfieri Maserati | Maserati       | 250F        | Maserati 250F1 2.5 L6                 | P    | Carlos Menditéguy      | 1, 7      |
| Officine Alfieri Maserati | Maserati       | 250F        | Maserati 250F1 2.5 L6                 | P    | Clemar Bucci           | 1         |
| Officine Alfieri Maserati | Maserati       | 250F        | Maserati 250F1 2.5 L6                 | P    | Harry Schell           | 1         |
| Officine Alfieri Maserati | Maserati       | 250F        | Maserati 250F1 2.5 L6                 | P    | Cesare Perdisa         | 2, 4      |
| Officine Alfieri Maserati | Maserati       | 250F        | Maserati 250F1 2.5 L6                 | P    | André Simon            | 6         |
| Officine Alfieri Maserati | Maserati       | 250F        | Maserati 250F1 2.5 L6                 | P    | Peter Collins          | 7         |
| Officine Alfieri Maserati | Maserati       | 250F        | Maserati 250F1 2.5 L6                 | P    | Horace Gould           | 7         |
| Equipe Gordini            | Gordini        | T16         | Gordini 23 2.5 L6                     | E    | Élie Bayol             | 1-2       |
| Equipe Gordini            | Gordini        | T16         | Gordini 23 2.5 L6                     | E    | Pablo Birger           | 1         |
| Equipe Gordini            | Gordini        | T16         | Gordini 23 2.5 L6                     | E    | Jesús Iglesias         | 1         |
| Equipe Gordini            | Gordini        | T16         | Gordini 23 2.5 L6                     | E    | Robert Manzon          | 2, 5-6    |
| Equipe Gordini            | Gordini        | T16         | Gordini 23 2.5 L6                     | E    | Jacques Pollet         | 2, 5, 6   |
| Equipe Gordini            | Gordini        | T16         | Gordini 23 2.5 L6                     | E    | Hermano da Silva Ramos | 5-7       |
| Equipe Gordini            | Gordini        | T16         | Gordini 23 2.5 L6                     | E    | Mike Sparken           | 6         |
| Equipe Gordini            | Gordini        | T16         | Gordini 23 2.5 L6                     | E    | Jean Lucas             | 7         |
| Daimler Benz AG           | Mercedes       | 196         | Mercedes M196 2.5 L8                  | C    | Juan Manuel Fangio     | 1-2, 4-7  |
| Daimler Benz AG           | Mercedes       | 196         | Mercedes M196 2.5 L8                  | C    | Karl Kling             | 1, 4-7    |
| Daimler Benz AG           | Mercedes       | 196         | Mercedes M196 2.5 L8                  | C    | Stirling Moss          | 1-2, 4-7  |
| Daimler Benz AG           | Mercedes       | 196         | Mercedes M196 2.5 L8                  | C    | Hans Herrmann          | 1         |
| Daimler Benz AG           | Mercedes       | 196         | Mercedes M196 2.5 L8                  | C    | André Simon            | 2         |
| Daimler Benz AG           | Mercedes       | 196         | Mercedes M196 2.5 L8                  | C    | Piero Taruffi          | 6-7       |
| Connaught Engineering     | Connaught      | Type B      | Alta GP 2.5 L4                        | D    | Kenneth McAlpine       | 6         |
| Connaught Engineering     | Connaught      | Type B      | Alta GP 2.5 L4                        | D    | Jack Fairman           | 6         |
| Connaught Engineering     | Connaught      | Type B      | Alta GP 2.5 L4                        | D    | Tony Rolt              | 6         |
| Connaught Engineering     | Connaught      | Type B      | Alta GP 2.5 L4                        | D    | Peter Walker           | 6         |
| Connaught Engineering     | Connaught      | Type B      | Alta GP 2.5 L4                        | D    | Leslie Marr            | 6         |
| Scuderia Lancia           | Lancia         | D50         | Lancia DS50 2.5 V8                    | P    | Alberto Ascari         | 1-2       |
| Scuderia Lancia           | Lancia         | D50         | Lancia DS50 2.5 V8                    | P    | Luigi Villoresi        | 1-2       |
| Scuderia Lancia           | Lancia         | D50         | Lancia DS50 2.5 V8                    | P    | Eugenio Castellotti    | 1-2, 4    |
| Scuderia Lancia           | Lancia         | D50         | Lancia DS50 2.5 V8                    | P    | Louis Chiron           | 2         |
| Stirling Moss Ltd.        | Maserati       | 250F        | Maserati 250F1 2.5 L6                 | D    | Lance Macklin          | 2, 6      |
| Stirling Moss Ltd.        | Maserati       | 250F        | Maserati 250F1 2.5 L6                 | D    | Johnny Claes           | 4         |
| Stirling Moss Ltd.        | Maserati       | 250F        | Maserati 250F1 2.5 L6                 | D    | Peter Walker           | 5         |
| Stirling Moss Ltd.        | Maserati       | 250F        | Maserati 250F1 2.5 L6                 | D    | John Fitch             | 7         |
| Vandervell Products       | Vanwall        | VW 55       | Vanwall 254 2.5 L4                    | P    | Mike Hawthorn          | 2, 4      |
| Vandervell Products       | Vanwall        | VW 55       | Vanwall 254 2.5 L4                    | P    | Ken Wharton            | 6-7       |
| Vandervell Products       | Vanwall        | VW 55       | Vanwall 254 2.5 L4                    | P    | Harry Schell           | 6-7       |
| Equipe Nationale Belge    | Ferrari Lancia | 625 555     | Ferrari 555 2.5 L4                    | E    | Johnny Claes           | 5         |
| Alberto Uria              | Maserati       | A6GCM       | Maserati 250F1 2.5 L6                 | P    | Alberto Uria           | 1         |
| Ecurie Rosier             | Maserati       | 250F        | Maserati 250F1 2.5 L6                 | P    | Louis Rosier           | 2, 4-5    |
| Gould's Garage (Bristol)  | Maserati       | 250F        | Maserati 250F1 2.5 L6                 | D    | Horace Gould           | 5-6       |
| Owen Racing Organisation  | Maserati       | 250F        | Maserati 250F1 2.5 L6                 | D    | Peter Collins          | 6         |
| Gilby Engineering         | Maserati       | 250F        | Maserati 250F1 2.5 L6                 | D    | Roy Salvadori          | 6         |
| E.N. Whiteaway            | HWM-Alta       | 53          | Alta GP 2.5 L4                        | D    | Ted Whiteaway          | 2         |
| Cooper Car Company        | Cooper         | T40         | Bristol BS1 2.0 L6                    | D    | Jack Brabham           | 6         |
| Scuderia Volpini          | Arzani-Volpini | F1          | Maserati 4CLT 2.5 L4                  | P    | Luigi Piotti           | 7         |

## Resultados
| Carrera                         | Fecha            | Circuito          | Piloto Ganador      | Constructor ganador      | Resultados |
| ------------------------------- | ---------------- | ----------------- | ------------------- | ------------------------ | ---------- |
| Gran Premio de Argentina        | 16 de enero      | Buenos Aires      | Juan Manuel Fangio  | Mercedes                 | Resultados |
| Gran Premio de Mónaco           | 22 de mayo       | Mónaco            | Maurice Trintignant | Ferrari                  | Resultados |
| Indianápolis 500                | 30 de mayo       | Indianápolis      | Bob Sweikert        | Kurtis Kraft-Offenhauser | Resultados |
| Gran Premio de Bélgica          | 5 de junio       | Spa-Francorchamps | Juan Manuel Fangio  | Mercedes                 | Resultados |
| Gran Premio de los Países Bajos | 19 de junio      | Zandvoort         | Juan Manuel Fangio  | Mercedes                 | Resultados |
| Gran Premio de Gran Bretaña     | 16 de julio      | Aintree           | Stirling Moss       | Mercedes                 | Resultados |
| Gran Premio de Italia           | 11 de septiembre | Monza             | Juan Manuel Fangio  | Mercedes                 | Resultados |

## Clasificaciones

### Sistema de puntuación
- Puntuaban los cinco primeros de cada carrera.
- Para el campeonato de pilotos solo contabilizaban los cinco mejores resultados obtenidos por cada competidor.
- En caso de que dos o más pilotos, por circunstancias de la carrera, compitieran con un mismo vehículo, los puntos serían divididos equitativamente entre todos los pilotos que condujeran el vehículo, incluso si más de un vehículo de los conducidos obtiene puntos (V.g. Maurice Trintignant en el Gran Premio de Argentina de 1954)

| Posición | 1.º | 2.º | 3.º | 4.º | 5.º | VR |
| Puntos   | 8   | 6   | 4   | 3   | 2   | 1  |

### Campeonato de Pilotos
| Pos. | Piloto                 | ARG             | MON       | 500 | BEL      | NED | GBR      | ITA | Puntos  |
| ---- | ---------------------- | --------------- | --------- | --- | -------- | --- | -------- | --- | ------- |
| 1    | Juan Manuel Fangio     | 1               | (Ret)     |     | 1        | 1   | 2        | 1   | 40 (41) |
| 2    | Stirling Moss          | 4‡ / Ret        | 9         |     | 2        | 2   | 1        | Ret | 23      |
| 3    | Eugenio Castellotti    | Ret‡            | 2         |     | Ret      | 5   | 6‡/ Ret  | 3   | 12      |
| 4    | Maurice Trintignant    | 2‡/ 3‡/Ret      | 1         |     | 6        | Ret | Ret      | 8   | 11 1⁄3  |
| 5    | Nino Farina            | 2‡/ 3‡          | 4         |     | 3        |     |          | DNS | 10 1⁄3  |
| 6    | Piero Taruffi          |                 | 8‡        |     |          |     | 4        | 2   | 9       |
| 7    | Bob Sweikert           |                 |           | 1   |          |     |          |     | 8       |
| 8    | Roberto Mieres         | 5               | Ret       |     | 5‡       | 4   | Ret      | 7   | 7       |
| 9    | Jean Behra             | 6‡ / Ret‡ / Ret | 3‡ / Ret‡ |     | 5‡ / Ret | 6   | Ret      | 4   | 6       |
| 10   | Luigi Musso            | 7‡/ Ret‡        | Ret       |     | 7        | 3   | 5        | Ret | 6       |
| 11   | Karl Kling             | 4‡/ Ret         |           |     | Ret      | Ret | 3        | Ret | 5       |
| 12   | Jimmy Davies           |                 |           | 3   |          |     |          |     | 4       |
| 13   | Tony Bettenhausen      |                 |           | 2‡  |          |     |          |     | 3       |
| 14   | Paul Russo             |                 |           | 2‡  |          |     |          |     | 3       |
| 15   | Paul Frère             |                 | 8‡        |     | 4        |     |          |     | 3       |
| 16   | Johnny Thomson         |                 |           | 4   |          |     |          |     | 3       |
| 17   | José Froilán González  | 2‡              |           |     |          |     |          |     | 2       |
| 18   | Cesare Perdisa         |                 | 3‡/ Ret‡  |     | 8        |     |          |     | 2       |
| 19   | Luigi Villoresi        | Ret‡/ Ret       | 5         |     |          |     |          | DNS | 2       |
| 20   | Carlos Menditéguy      | Ret‡/ Ret       |           |     |          |     |          | 5   | 2       |
| 21   | Umberto Maglioli       | 3‡              |           |     |          |     |          | 6   | 1 1⁄3   |
| 22   | Hans Herrmann          | 4‡              | DNQ       |     |          |     |          |     | 1       |
| 23   | Walt Faulkner          |                 |           | 5‡  |          |     |          |     | 1       |
| 24   | Bill Homeier           |                 |           | 5‡  |          |     |          |     | 1       |
| 25   | Bill Vukovich          |                 |           | Ret |          |     |          |     | 1       |
| NC   | Mike Hawthorn          |                 | Ret       |     | Ret      | 7   | 6*       | 10  | 0       |
| NC   | Harry Schell           | 6‡ / 7‡ / Ret‡  | Ret       |     | DNS      |     | 9‡ / Ret | Ret | 0       |
| NC   | Louis Chiron           |                 | 6         |     |          |     |          |     | 0       |
| NC   | Andy Linden            |                 |           | 6   |          |     |          |     | 0       |
| NC   | Jacques Pollet         |                 | 7         |     |          | 10  |          | Ret | 0       |
| NC   | Al Herman              |                 |           | 7   |          |     |          |     | 0       |
| NC   | Mike Sparken           |                 |           |     |          |     | 7        |     | 0       |
| NC   | Sergio Mantovani       | 7‡/ Ret‡        |           |     |          |     |          |     | 0       |
| NC   | Hermano da Silva Ramos |                 |           |     |          | 8   | Ret      | Ret | 0       |
| NC   | Lance Macklin          |                 | DNQ       |     |          |     | 8        |     | 0       |
| NC   | Pat O'Connor           |                 |           | 8   |          |     |          |     | 0       |
| NC   | Louis Rosier           |                 | Ret       |     | 9        | 9   |          |     | 0       |
| NC   | Ken Wharton            |                 |           |     |          |     | 9‡       | Ret | 0       |
| NC   | Jimmy Daywalt          |                 |           | 9   |          |     |          |     | 0       |
| NC   | John Fitch             |                 |           |     |          |     |          | 9   | 0       |
| NC   | Pat Flaherty           |                 |           | 10  |          |     |          |     | 0       |
| NC   | Duane Carter           |                 |           | 11  |          |     |          |     | 0       |
| NC   | Johnny Claes           |                 |           |     | DNS      | 11  |          |     | 0       |
| NC   | Chuck Weyant           |                 |           | 12  |          |     |          |     | 0       |
| NC   | Eddie Johnson          |                 |           | 13  |          |     |          |     | 0       |
| NC   | Jim Rathmann           |                 |           | 14  |          |     |          |     | 0       |
| NC   | Robert Manzon          |                 | Ret       |     |          | Ret | Ret      |     | 0       |
| NC   | Horace Gould           |                 |           |     |          | Ret | Ret      | Ret | 0       |
| NC   | Alberto Ascari         | Ret             | Ret       |     |          |     |          |     | 0       |
| NC   | Élie Bayol             | Ret             | Ret       |     |          |     |          |     | 0       |
| NC   | André Simon            |                 | Ret       |     |          |     | Ret      |     | 0       |
| NC   | Peter Collins          |                 |           |     |          |     | Ret      | Ret | 0       |
| NC   | Peter Walker           |                 |           |     |          | Ret | Ret‡     |     | 0       |
| NC   | Jesús Iglesias         | Ret             |           |     |          |     |          |     | 0       |
| NC   | Pablo Birger           | Ret             |           |     |          |     |          |     | 0       |
| NC   | Alberto Uria           | Ret             |           |     |          |     |          |     | 0       |
| NC   | Don Freeland           |                 |           | Ret |          |     |          |     | 0       |
| NC   | Cal Niday              |                 |           | Ret |          |     |          |     | 0       |
| NC   | Art Cross              |                 |           | Ret |          |     |          |     | 0       |
| NC   | Shorty Templeman       |                 |           | Ret |          |     |          |     | 0       |
| NC   | Sam Hanks              |                 |           | Ret |          |     |          |     | 0       |
| NC   | Keith Andrews          |                 |           | Ret |          |     |          |     | 0       |
| NC   | Johnnie Parsons        |                 |           | Ret |          |     |          |     | 0       |
| NC   | Eddie Russo            |                 |           | Ret |          |     |          |     | 0       |
| NC   | Ray Crawford           |                 |           | Ret |          |     |          |     | 0       |
| NC   | Jimmy Bryan            |                 |           | Ret |          |     |          |     | 0       |
| NC   | Jack McGrath           |                 |           | Ret |          |     |          |     | 0       |
| NC   | Al Keller              |                 |           | Ret |          |     |          |     | 0       |
| NC   | Johnny Boyd            |                 |           | Ret |          |     |          |     | 0       |
| NC   | Ed Elisian             |                 |           | Ret |          |     |          |     | 0       |
| NC   | Rodger Ward            |                 |           | Ret |          |     |          |     | 0       |
| NC   | Jerry Hoyt             |                 |           | Ret |          |     |          |     | 0       |
| NC   | Jimmy Reece            |                 |           | Ret |          |     |          |     | 0       |
| NC   | Fred Agabashian        |                 |           | Ret |          |     |          |     | 0       |
| NC   | Kenneth McAlpine       |                 |           |     |          |     | Ret      |     | 0       |
| NC   | Jack Brabham           |                 |           |     |          |     | Ret      |     | 0       |
| NC   | Roy Salvadori          |                 |           |     |          |     | Ret      |     | 0       |
| NC   | Leslie Marr            |                 |           |     |          |     | Ret      |     | 0       |
| NC   | Jean Lucas             |                 |           |     |          |     |          | Ret | 0       |
| NC   | Clemar Bucci           | Ret‡            |           |     |          |     |          |     | 0       |
| NC   | Tony Rolt              |                 |           |     |          |     | Ret‡     |     | 0       |
| NC   | Ted Whiteaway          |                 | DNQ       |     |          |     |          |     | 0       |
| NC   | Jack Fairman           |                 |           |     |          |     | DNS      |     | 0       |
| NC   | Luigi Piotti           |                 |           |     |          |     |          | DNS | 0       |
| Pos. | Piloto                 | ARG             | MON       | 500 | BEL      | NED | GBR      | ITA | Puntos  |

| Color      | Resultado                          |
| ---------- | ---------------------------------- |
| Oro        | Ganador                            |
| Plata      | 2.º puesto                         |
| Bronce     | 3.er puesto                        |
| Verde      | Finalizó en los puntos             |
| Azul       | Finalizó sin puntos                |
| Azul       | NC - No clasificado                |
| Violeta    | Ret - No terminó                   |
| Rojo       | DNQ - No se clasificó              |
| Rojo       | DNPQ - No se preclasificó          |
| Negro      | DSQ - Descalificado                |
| Blanco     | DNS - No empezó                    |
| Blanco     | WD - Retirado                      |
| Blanco     | C - Carrera cancelada              |
| Azul claro | TD - Entrenamientos libres (2003-) |
| Sin color  | DNP - Inscrito, pero no participó  |
| Sin color  | INJ - Inscrito, pero lesionado     |
| Sin color  | EX - Excluido                      |

| Estado  | Resultado                                                                             |
| ------- | ------------------------------------------------------------------------------------- |
| Negrita | Pole position                                                                         |
| Cursiva | Vuelta rápida                                                                         |
| 1-8     | Posiciones puntuables de clasificación sprint (2021-)                                 |
| †       | No acabó el Gran Premio, pero fue clasificado ya que completó el porcentaje necesario |
| ‡       | Monoplaza compartido                                                                  |
| ~       | Se otorgó la mitad de puntos ya que no se cumplió con el 75% de la carrera            |
| ≠       | No obtuvo puntos ya que era piloto invitado                                           |
| F2      | Inscrito para carrera de Fórmula 2, no sumaba puntos                                  |

#### Leyenda adicional
- Las puntuaciones sin paréntesis corresponden al cómputo oficial del Campeonato
  - La suma de la puntuación únicamente de los 5 mejores resultados del Campeonato, sin tener en cuenta los puntos que se hubieran obtenido en el resto de carreras.
- Las puntuaciones (entre paréntesis) corresponden al cómputo total de puntos obtenidos
  - La suma de la puntuación de todos los resultados del Campeonato, incluyendo los puntos obtenidos en carreras que no son computados para la clasificación final.